# An Episode of Sparrows
An Episode of Sparrows (deutsch Die blauen Blumen der Catstreet) ist der Titel eines Romans von Rumer Godden aus dem Jahr 1956.
Der Roman spielt in der Catford Street, einer dicht bebauten Gegend in London, wo es nur wenig Grün gibt. Das bei einer Pflegefamilie lebende Mädchen Lovejoy Mason findet eines Tages eine Tüte mit Kornblumensamen. Sie legt damit auf einem heruntergekommenen Grundstück einen kleinen Garten an, zunächst verspottet von anderen Kindern, findet aber schließlich Unterstützung bei Tip Malone, dem Anführer einer Straßengang. Die beiden Kinder entwickeln ein zärtliches Freundschaftsverhältnis zueinander, das ebenso behutsam wächst wie das Grün in dem Gärtchen. Allmählich beginnt der Garten auch für andere Menschen der Gegend interessant und sogar faszinierend zu werden und verändert die Perspektiven in einer sowohl real, als auch bildlich zubetonierten Welt.
1958 wurde der Roman unter dem Titel Innocent Sinners mit June Archer in der Rolle der Lovejoy Mason und Christopher Hey in der Rolle des Tip Malone verfilmt.